# Cleophus Prince

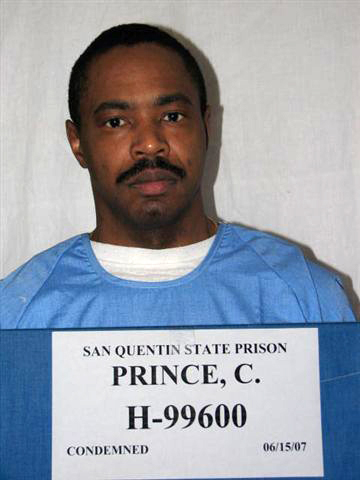
Cleophus Prince

Cleophus Prince Jr. is een Amerikaanse seriemoordenaar, verkrachter en inbreker die in 1993 werd veroordeeld tot de doodstraf voor het vermoorden van ten minste zes vrouwen, drie jaar daarvoor in San Diego County. Hij staat ook bekend als de Clairemont Killer.

## Jeugdjaren
Cleophus Prince jr. werd in Alabama geboren. Hij maakte in zijn jeugd geen gebruik van drugs, werd geen lid van een bende, en kwam niet met politie of justitie in aanraking. Na zijn onderwijs ging Prince in 1987 bij de marine. Twee jaren later gingen hij en zijn toenmalige vriendin Charla in San Diego naast zijn eerste slachtoffer Tiffany Schultz wonen.

## Werkwijze
De gekleurde Prince richtte zich enkel op blanke vrouwen, die hij achtervolgde naar hun huizen nadat ze uit een sportschool kwamen. Wanneer ze in de douche stonden, sloeg hij toe. Prince pleegde de moorden telkens op plaatsen waar hij of vrienden van hem dichtbij woonden.

## Vervolging
Prince werd in maart 1991 gearresteerd in Alabama. DNA-onderzoek wees hem aan als de moordenaar van Janene Weinhold. Zijn modus operandi bracht hem vervolgens in verband met de andere slachtoffers. Behalve voor de moorden werd Prince ook veroordeeld voor twintig inbraken. Anno 2008 zit hij in een dodencel in San Diego County.

## Slachtoffers
- Tiffany Schultz (21), vermoord op 12 januari 1990
- Janene Weinhold (21), verkracht en vermoord op 16 februari 1990
- Holly Tarr (18), vermoord op 3 april 1990
- Elissa Keller (38), vermoord op 21 mei 1990
- Pamela Clark (38) en haar dochter Amber (18), op 13 september 1990

1. ↑  https://www.crimelibrary.org/serial_killers/predators/cleophus_prince_jr/13.html